# Папе, Александр Август Вильгельм фон
Александр Август Вильгельм фон Папе (нем. Alexander August Wilhelm von Pape; 2 февраля 1813, Берлин — 7 мая 1895) — германский прусский военный деятель. Был известен своей ролью во Франко-прусской войне 1870—1871 годов, а также как губернатор Берлина и оберкоммандо Марки.

## Биография
Родился в дворянской семье. Окончил гимназию Граус-Клостер в Берлине, из которой 17 апреля 1830 года поступил юнкером в 7-ю роту 2-го гвардейского полка, в 1850 году получил звание капитана и в 1856 году майора. С 1856 по 1860 год был начальником кадетской школы в Потсдаме, затем вернулся в свой полк в должности командира батальона.
Во время войны 1866 года в звании полковника командовал 2-м гвардейским полком и отличился в битве при Градец-Кралове, за которую получил орден Pour le Mérite, командование 2-й пехотной бригадой в Потсдаме и 31 декабря 1866 года был произведён в генерал-майоры.
Во время Франко-прусской войны в звании временного генерал-лейтенанта командовал 1-й гвардейской дивизией, отличился во многих сражениях, в том числе под Седаном и в осаде Парижа. После провозглашения Германской империи в Версале был утверждён в звании генерал-лейтенанта и получил Pour le Mérite с дубовыми листьями.
3 февраля 1880 года был произведён в генералы от инфантерии и возглавил V армейский корпус, 18 октября 1881 года возглавил III армейский корпус в Берлине и 21 августа 1884 года гвардейский корпус.
С 1885 года вошёл в состав военного совета.
В 1888 году был назначен губернатором Берлина и оберкоммандо Марки с производством в генерал-полковники в звании генерал-фельдмаршала. В конце 1894 года в связи с ухудшением здоровья подал прошение об отставке, которое было удовлетворено 10 января 1895 года.
По воспоминаниям современников, был известен своими юмористическими рассказами о собственном детстве.

## Награды
- Был награждён многими наградами, среди которых российский орден Святого Георгия 4-й степени (27 декабря 1870), а также орден Чёрного орла, орден Красного орла 1-й степени, Pour le Mérite и другие.